# 서울서빙고초등학교
서울서빙고초등학교(서울西氷庫初等學校)는 대한민국 서울특별시 용산구에 있는 공립 초등학교이다.

## 학교 연혁
- 1945년 11월 1일: 사립 서빙고국민학교 공립으로 개편
- 1950년 8월 13일: 개교
- 1972년 4월 10일: 서울동부이촌초교 6학급 전출(현 서울신용산초교)

## 참고 자료
- 서울서빙고초등학교 - 한국교육학술정보원 학교알리미

## 여담
서울 용산구 서빙고동 235-10 김재규가 만든 보안사 서빙고분실이 1990년까지 사용했고 10월 국군보안사령부 민간인 사찰 폭로 사건의 여파로 폐쇄하고 1993년 문민정부가 출범한 이후 기무사 소유의 이 부지는 10여년간 유휴지로 방치되다 2004년 국군 기무사 요원들을 위한 군인 아파트인 대원 서빙고 아파트가 지어졌다.2018년 서울시가 아파트 입구 바닥에 '빙고호텔 터' 라는 이름으로 서빙고 분실의 역사를 알리는 동판을 매설했다.